# New Zealand's Top 100 History Makers
New Zealand's Top 100 History Makers byla televizní soutěž, kterou na základě licencovaného formátu BBC 100 největších Britů uspořádala roku 2005 novozélandská televize Prime. Ta vybrala panel 430 populárních osobností, kteří volili 100 největších osobností novozélandských dějin. Paralelně běželo i hlasování veřejnosti, jehož výsledky však byly vyhlášeny samostatně. Obě ankety měly stejného vítěze – fyzika Ernesta Rutherforda.

## Volba panelu
1. Ernest Rutherford
2. Kate Sheppard
3. Edmund Hillary
4. George Grey
5. Michael Joseph Savage
6. Apirana Ngata
7. Hone Heke
8. Frederick Truby King
9. William Hobson
10. Jean Batten

## Lidové hlasování
1. Ernest Rutherford
2. Kate Sheppard
3. Edmund Hillary
4. Charles Upham
5. Billy T James
6. David Lange
7. Apirana Ngata
8. Colin Murdoch
9. Rua Kenana Hepetipa
10. Roger Douglas